# Oberneulander Heerstraße
Die Oberneulander Heerstraße ist eine Straße in Ost-West-Richtung in Bremen im Stadtteil Oberneuland. Sie ist die Verlängerung der Leher Heerstraße in Richtung Osten bis zur Oberneulander Landstraße.
Die Querstraßen wurden u. a. benannt als Am Rüten nach einer Flurbezeichnung, Uppe Angst als volkstümliche Bezeichnung auf Grund einer früheren Richtstätte, Am Holdheim nach dem früheren Landgut Holdheim an der Apfelallee Nr. 30 des Senators Johann Friedrich Abegg (1761–1840), Rockwinkler Heerstraße nach dem Ortsteil Rockwinkel, 1181 als Rocwinkel erwähnt, Apfelallee die 1815 von Senator Johann Friedrich Abegg als solche angelegt wurde, Im Moor nach einer Flurbezeichnung, die zu einem Moor führte; ansonsten siehe Links zu den Straßen.

## Geschichte

### Name
Die Oberneulander Heerstraße wurde nach dem früheren Dorf und dem heutigen Stadtteil Oberneuland, das hinter (over) dem Neuenlande lag, benannt. In Bremen und umzu wurden viele Heerstraßen nach 1800 gebaut oder Chausseen als Heerstraßen benannt (siehe Bremer Straßen).

### Entwicklung
Oberneuland wurde 1113 als Overnigelant erwähnt, als Holländer mit der Kultivierung des Hollerlandes begannen. Oberneuland gehörte zum Goh Hollerland. 1812, als die Straße ausgebaut wurde, hatte das Dorf 509 Einwohner, 1905 um 950. Das Schulzentrum an der Uppe Angst Nr. 31 entstand 1953.

### Verkehr
Im Nahverkehr in Bremen verkehren auf der Oberneulander Heerstraße die Buslinien 33 (Horner Kirche – Im Holze – Sebaldsbrück), 34 (Horner Kirche – Modersohnweg – Sebaldsbrück) und nachts die N 3.

## Gebäude, Anlagen

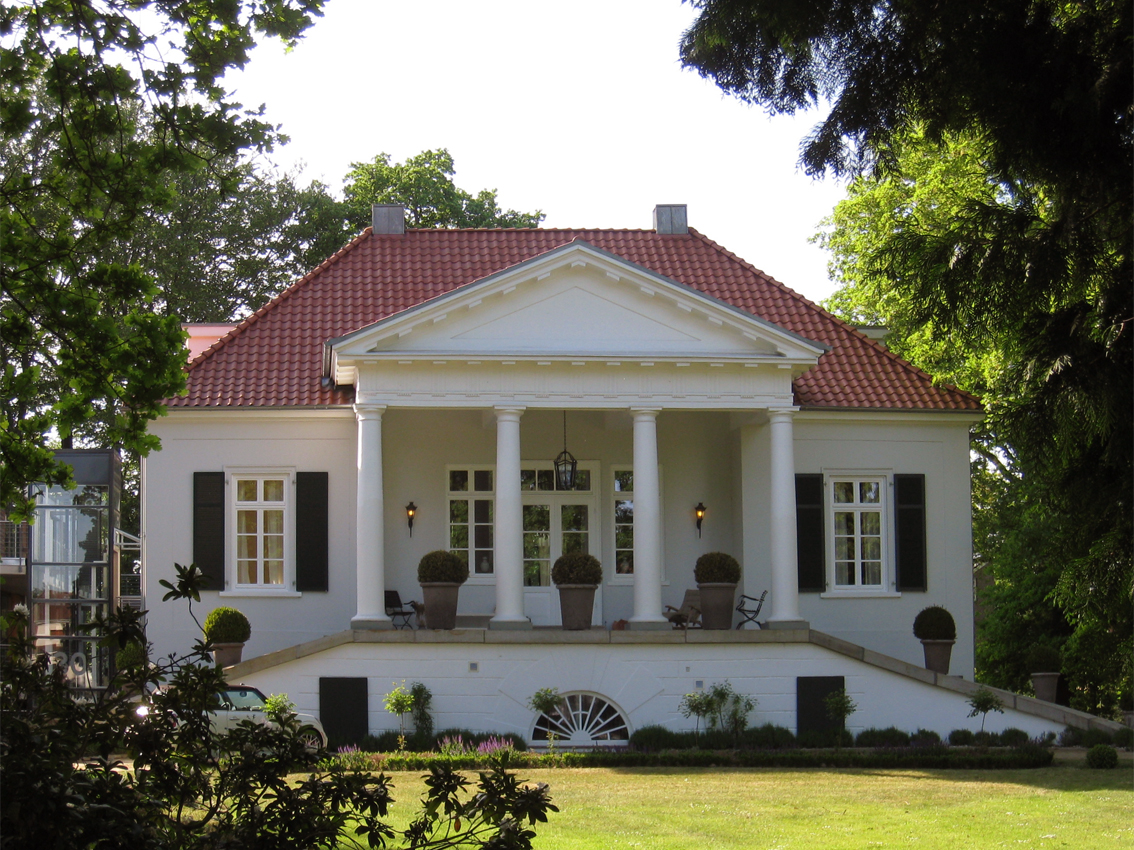
Herrenhaus Gut Holdheim

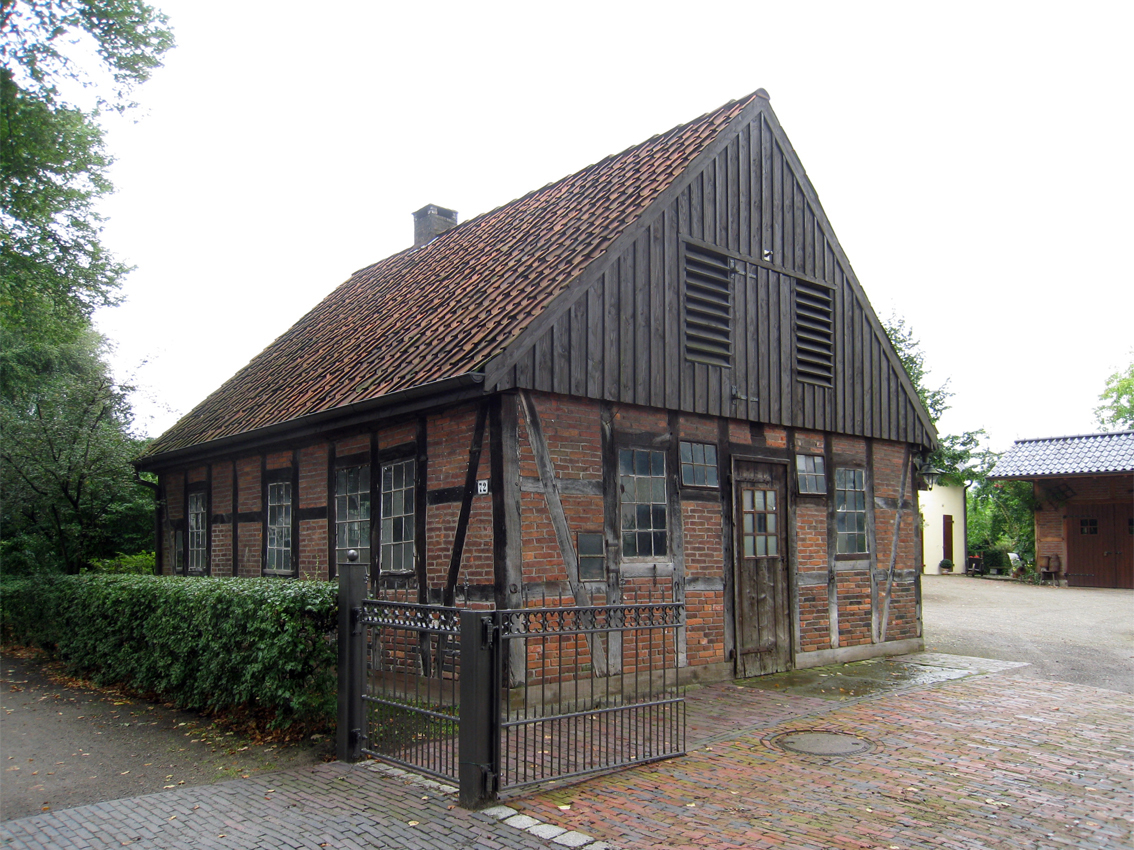
Nr. 72: Schmiede Oberneuland v. 1863

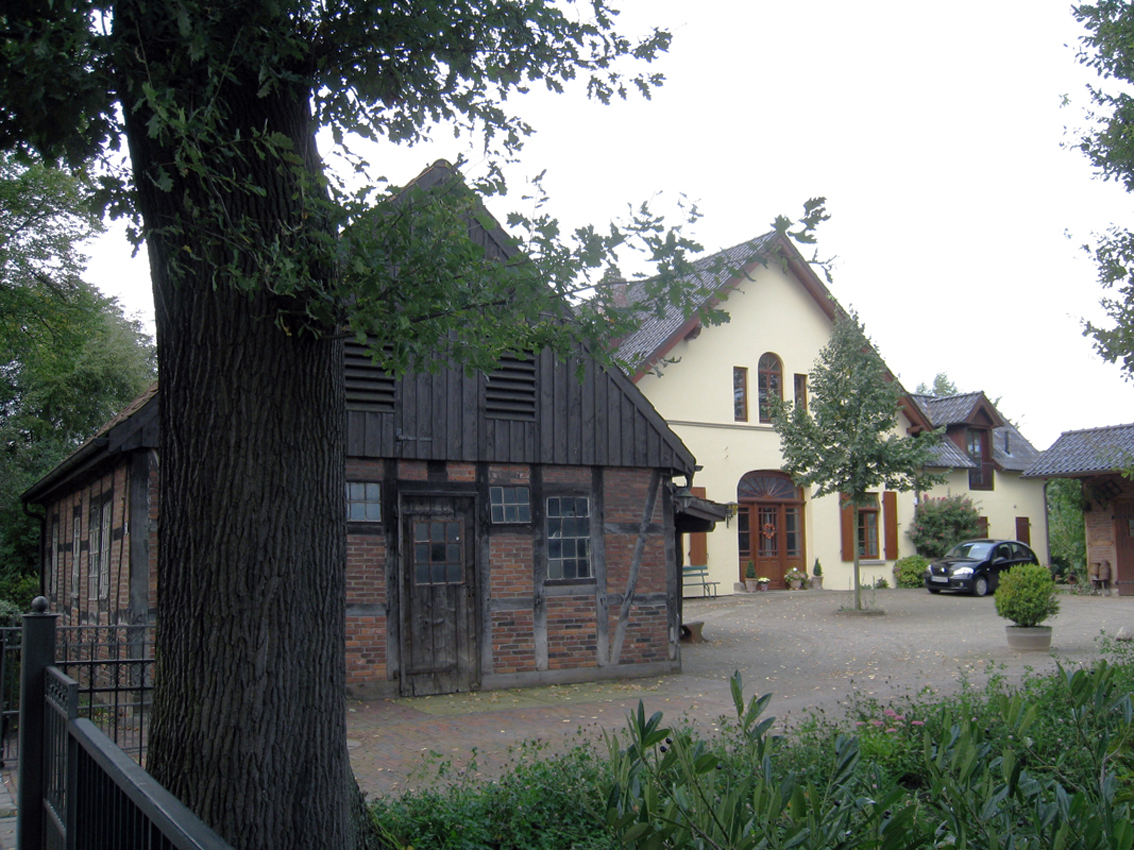
Nr. 72: Schmiede und Wohnhaus

An der Straße befinden sich zumeist ein- und auch zweigeschossige Gebäude, die zumeist Wohnhäuser sind und im zentralen Bereich Geschäftshäuser.
Baudenkmale
- Nr. 72: 1-gesch. Schmiede Oberneuland und Wohnhaus von 1863 für den Schmied Wilhelm Kaars

Hinweise auf
- Apfelallee Nr. 30: 1-gesch., klassizistisches Herrenhaus von Gut Holdheim von 1809 am Holdheimer Park.
- Rockwinkeler Landstraße 41: 2-gesch. Landhaus, Landschaftsgarten, Gewächshaus und Park von Landgut Hasse, Wichelhausen bzw. Iken

Weitere Gebäude
- Nr. 26: 2-gesch. Einkaufszentrum
- Nr. 30: 1-gesch. Einkaufsmarkt von 1984 nach Plänen von Gert Schulze
- Nr. 32: 1-/2-gesch. Klinkerbau der Bremische Volksbank
- Nr. 34: 1-gesch. Geschäftshaus mit einer Apotheke
- Nr. 36: 1-gesch. Bankgebäude der Filiale der Sparkasse Bremen
- Nr. 39: 2-gesch. Geschäftshaus
- Nr. 40: 1-gesch. Einkaufsmarkt
- Nr. 94: 1-gesch. Kindergarten